# 南部高速道路 (スリランカ)
南部高速道路（なんぶこうそくどうろ、シンハラ語: දක්ෂිණ ලංකා අධීවේගි මාර්ගය、タミル語: தென்னிலங்கை அதிவேக நெடுஞ்சாலை、英語: Southern Expressway または Southern Lanka Express Highway, Southern Lanka Distributor, E01）は、スリランカのコロンボ首都圏とゴール・マータラ・ハンバントタなど南部の主要都市を結ぶ総延長151 kmの高速道路。
2006年から建設が始まり、2011年11月にコッタワ-ピンナドゥワ（ゴール）間が部分開業、次いで2014年3月に終点マータラまでの全線が開通した。2011年の部分開業は、スリランカ初の高速道路となるものである。南部高速道路開通により、一般道で4時間半かかっていたコロンボ-マータラ間161 kmが1時間半、同じくコロンボ-ゴール間116 kmを3時間から1時間に短縮された。2019年にはさらにハンバントタまでの延伸区間が開通している。

## 建設

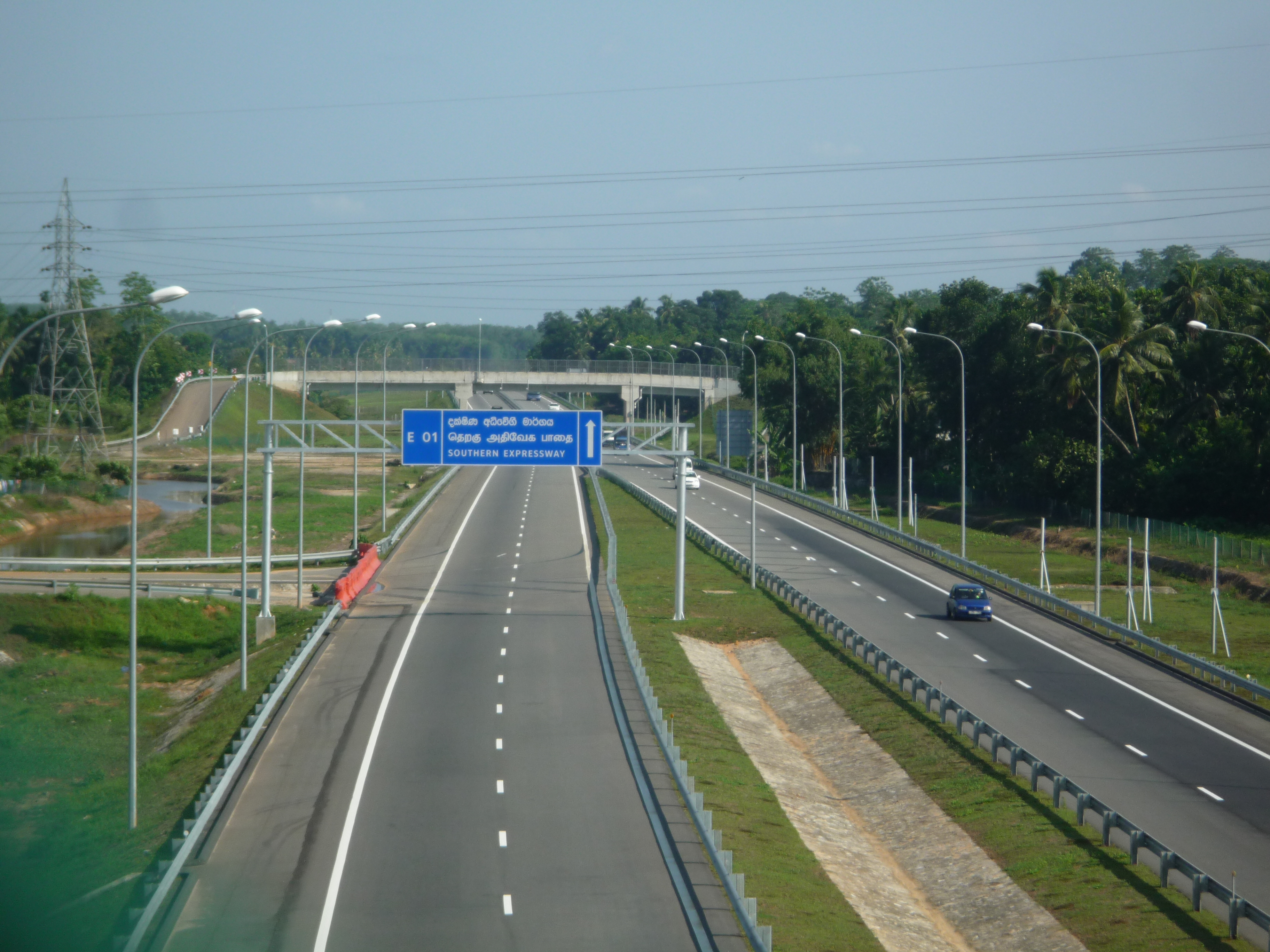
南部高速道路の風景。

建設が開始されたのは2006年12月で、建設資金の一部は海外からの支援で賄われた。この時点でスリランカ政府はマッタラ・ラージャパクサ国際空港建設を見据えて同空港までの延伸を構想していた。
コッタワ－クルンドゥガハハタクマ (65 km) は日本の国際協力銀行 (JBIC) の、クルンドゥガハハタクマ－ピンナドゥワ (29.3 km) はアジア開発銀行 (ADB) の、ピンナドゥワ－ゴーダガマ (35 km) やマータラ－ハンバントタは中国輸出入銀行の支援を受けている。道路交通情報提供システムは国際協力機構（JICA）が資金を提供した。将来的には東部のバッティカロアへの延伸も計画されている。
工事にあたっては約1300世帯が移転した。このうち550世帯には新しい土地と家が提供されている。
2011年11月27日、南部高速道路はスリランカ初の高速道路としてコロンボ－ゴール間で部分開業した。完成した高速道路は4車線からなり、混雑する海岸沿いのルートを置き換え、移動時間を大幅に短縮することが期待されている。2014年3月15日には、残るゴール－マータラ間が開通している。2019年にはハンバントタまでの延伸区間も開通した。

## インターチェンジなど
- 略字は、ICはインターチェンジ、SAはサービスエリア、TBは本線料金所をそれぞれ示す。
- 上りはコロンボ方向、下りはハンバントタ方向をそれぞれ示す。

| km                                       | 出口 | 施設名                   | 周辺地域 | 備考                                        |
| ---------------------------------------- | ---- | ------------------------ | --- | ------------------------------------------- |
| 0.0                                      | 1    | コッタワIC               | A4 – コッタワ (1.8 km)、マハラガマ (6.3 km)、ヌゲーゴダ (11.3 km)、コロンボ (20.6 km)、ラトゥナプラ (79.1 km)、アビッサウェッラ (37 km)、ホマガマ (2.2 km)             | E02コロンボ外郭環状道路に接続               |
| 5.9                                      | 2    | Kahatuduwa IC            | B84 – Kasbawa (5.8 km)、Piliyandala (8.1 km)、コロンボ (25.7 km)、ホラナ (12.3 km)、Ingiriya (25.9 km)、ラトゥナプラ (63.5 km)                                         |                                             |
| 13.7                                     | 3    | Gelanigama IC            | A8 – Bandaragama (1.8 km)、パナドゥラ (11.6 km)、ホラナ (6.9 km)、Ingiriya (20.4 km)、ラトゥナプラ (58.1 km)                                                           |                                             |
| 34.8                                     | 4    | ドダンゴーダIC           | B304 – Nagoda (11.5 km)、カルタラ (17.0 km)、Matugama (5.5 km)、Agalawatte (11.3 km)                                                                                   |                                             |
| 44.0                                     |      | Canowin Arcade - SA      | |                                             |
| 46.0                                     | 5    | Welipanna IC             | B157 – アルトゥガマ (10.3 km)、Matugama (11.5 km)、Agalawatte (17.5 km)                                                                                                |                                             |
| 67.6                                     | 6    | クルンドゥガハハタクマIC | B14 – エルピティヤ (3.8 km)、Karandeniya (6.0 km)、Batapola (7.0 km)、アンバランゴダ (13.2 km)、Balapitiya (13.5 km)                                                   |                                             |
| 79.8                                     | 7    | Baddegama IC             | B153 – Baddegama (1.5 km)、ヒッカドゥワ (12.8 km)、Nil Hena (2.4 km)、Udugama (20.8 km)                                                                                |                                             |
| 95.3                                     | 8    | ピンナドゥワIC           | B594 – ゴール (8.4 km) | 6 kmのゴールアクセス道路を含む              |
| 107.5                                    | 9    | Deegoda IC               | A17 – デニヤヤ、アハンガマ、Dikkumbura、Imaduwa |                                             |
| 115.2                                    | 10   | Kokmaduwa IC             | B465 – ウェリガマ |                                             |
| 126.2                                    | 11   | ゴーダガマIC             | A24 – マータラ(5.1km)、Akuressa(17.6km) | 上りのみ                                    |
| 126.2                                    | 11   | Godagama-Palatuwa IC     | A24 – マータラ (7.4km)、Akuressa(15.3km) | 下りのみ                                    |
| 131                                      | 12   | Kapuduwa IC              | B275 – マータラ (7.2km)、Kamburupitiya(15.3km) | コロンボ方面のみ                            |
| 136                                      | 13   | アパレッカIC             | B284 – Yatiyana(2.3km)、ケカナドゥラ(7.4km) |                                             |
| 151                                      | 14   | Beliatta IC              | B54 – Beliatta(1.6km)、Wlasmulla(12.7km) |                                             |
| 159                                      | 15   | Bedigama IC              | B410 – Weeraketiya(5.7km)、タンガッラ(9.2km) | コロンボ方面のみ                            |
| 164                                      | 16   | Kasagala IC              | B387 – Weeraketiya(7.5km)、ランナ(7.1km) |                                             |
| 173                                      | 17   | Angunukolapelessa IC     | B622 – Angunakolapalessa(4.4km)、Middeniya(15.6km) |                                             |
| 181                                      | 18   | バラワカンブカIC         | A18 – Embilipitiya(16.9km)、Nonagama(15.7km) |                                             |
| 191                                      | 19   | Sooriyawewa IC           | B562 – Sooriyawewa(6.5km)、ミリジャウィラ(20.9km) |                                             |
| 196                                      | 20   | Andarawewa System IC     | E06 – ハンバントタ(19.8km)、アンバラントタ(26.6km) | E06 Magampura Expresswayに接続              |
| 199                                      |      | Mattara TB               | |                                             |
| 200                                      | 21   | Mattara IC               | B631 – アンダラウェワ(1.4km)、Meegahajandura(12km)、ハンバントタ(19km) ランウーガムウェエラ-エアポートロード – マッタラ・ラージャパクサ国際空港(6km)、カタラガマ(34km) | ランウーガムウェエラ-エアポートロードに接続 |
| 1.000 mi = 1.609 km; 1.000 km = 0.621 mi |      |                          | |                                             |

## その他
建設には日本の建設会社大成建設もかかわっており、同社はこの高速道路の建設を題材とした30秒のアニメーションからなる企業イメージCM『「スリランカ高速道路」篇』を公開している。このCMは制作コミックス・ウェーブ・フィルム、監督新海誠によるものである。